# 阿尔克斯提斯
阿尔克斯提斯（英語：Alcestis）。古希腊女性人物之一。由古希腊欧里庇得斯相关悲剧作品之中所反映并闻名。为国王珀利阿斯之女，曾代替患病的丈夫阿德墨托斯受死，后为人所救出。其事迹亦于艺术作品中得到广泛反映，如歐里庇得斯寫成同名的古希臘悲劇。